# Ghiacciaio Evans
Il ghiacciaio Evans (in inglese Evans Glacier) è un ghiacciaio lungo circa 22 km e largo 6,8, situato sulla costa di Oscar II, nella parte occidentale della Terra di Graham, in Antartide. Il ghiacciaio, il cui punto più alto si trova 201 m s.l.m., scorre in direzione est sul versante sudorientale dello sperone Travnik, passando poi tra la dorsale Rugosa e le cime Poibrene, fino a entrare nell'insenatura di Vaughan.

## Storia
Il ghiacciaio Evans fu scoperto da Sir Hubert Wilkins che lo fotografi durante una ricognizione aerea il 20 dicembre 1928 battezzandolo "Insenatura di Evans" in onore di E. S. Evans di Detroit. In seguito ad una ricognizione effettuata nel 1955 dal British Antarctic Survey, che all'epoca si chiamava ancora Falkland Islands and Dependencies Survey, si scoprì poi che la formazione non era un'insenatura ma era bensì costituita dalle pendici del ghiacciaio Hektoria e dal ghiacciaio Evans.